# Elaeagnus lanceolata
Elaeagnus lanceolata là một loài thực vật có hoa trong họ Elaeagnaceae. Loài này được Warb. mô tả khoa học đầu tiên năm 1900.